# متدرب
إن المتدرب هو فرد يشارك في برنامج المتدرب أو برنامج التخرج داخل الشركة بعد التخرج من الجامعة أو الكلية.

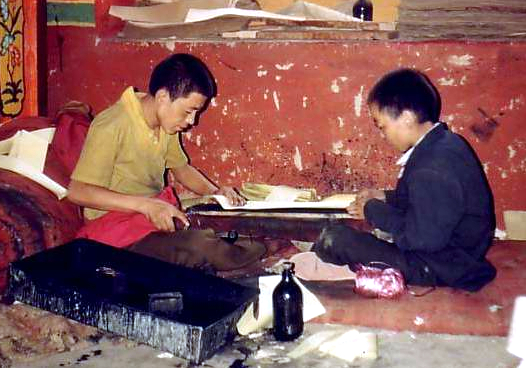
صورة توضيحية متدرب

يتم ترتيب برامج المتدرب وبرامج التخرج من قبل الشركات الخاصة وأصحاب العمل في القطاع العام حيث تتوافر للمتدرب إمكانية للمشاركة في برامج تدريب لمدة 12-24 شهرًا. وخلال مدة هذه البرامج، من المتوقع أن يحصل المتدرب على راتب وكذلك من المتوقع أن تكون له فرصة العمل بدوام كامل في الشركة عند انتهاء البرنامج. غالبًا ما تتكون برامج المتدرب من مزيج بين النظرية والتطبيق وتهدف إلى أن يكون لدى المتدرب معرفة بالشركة من البداية للنهاية. يمكن للعديد من المتدربين الاستفادة من شبكة الاتصال الخاصة بهم من برنامج المتدرب وصعود السلم الوظيفي في الشركة وأن يكونوا من كبار الموظفين في العديد من الشركات.
تنظم العديد من الشركات في جميع أنحاء العالم برامج متدرب ومن بين هذه الشركات على سبيل المثال لا الحصر أيه بي بي وبي إم دبليو وسيسكو وبنك دويتشه وإريكسون ونومورا والبنك الملكي الأسكتلندي وفولفو للسيارات وشركة أنظمة إم تي إس

## وصلات خارجية
- Traineeprograms.com
- Trainee-gefluester.de
- Ihipo.com